# Crow Reservation

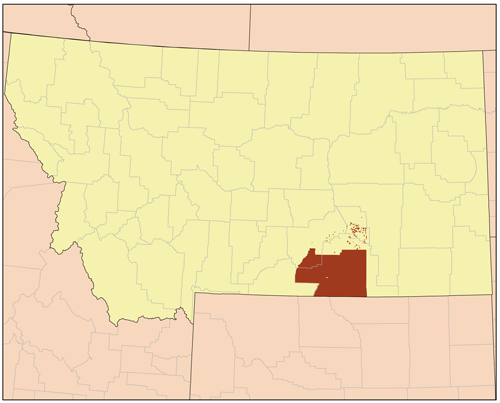
Lage der Crow Reservation in Montana

Die Crow Reservation ist ein 1868 gegründetes Indianerreservat in Montana und Heimat der Absarokee. Es liegt im Grenzgebiet von Big Horn County, Yellowstone County und Treasure County im Süden des Bundesstaates. Seine Landfläche beläuft sich auf 9307 km², einschließlich der Gewässer 9340 km², womit es entweder das fünft- oder sechstgrößte Indianerreservat des Bundesstaates ist, je nachdem ob man nur die Landfläche berücksichtigt oder auch Gewässerflächen. Die Verwaltung des Reservates befindet sich in Crow Agency.
Der Stamm der Crow im Staat Montana hat eine eingetragene Mitgliederzahl von etwa 11.000 Personen, von denen 7900 in der Crow Reservation wohnen. 85 % von ihnen sprechen Crow als Muttersprache. Im Süden grenzt das Reservat an Wyoming und im Osten an die Northern Cheyenne Indian Reservation. Zum Reservatsgebiet gehören Bighorn Mountains, Wolf Mountains und Pryor Mountains. Der Bighorn River fließt nordwärts durch das Reservat und empfängt bei Hardin den Little Bighorn River. Ein Teil der Grenzen des Reservats verläuft entlang der Kammlinie, die die Einzugsgebiete von Pryor Creek und Yellowstone River trennt.

## Ortschaften

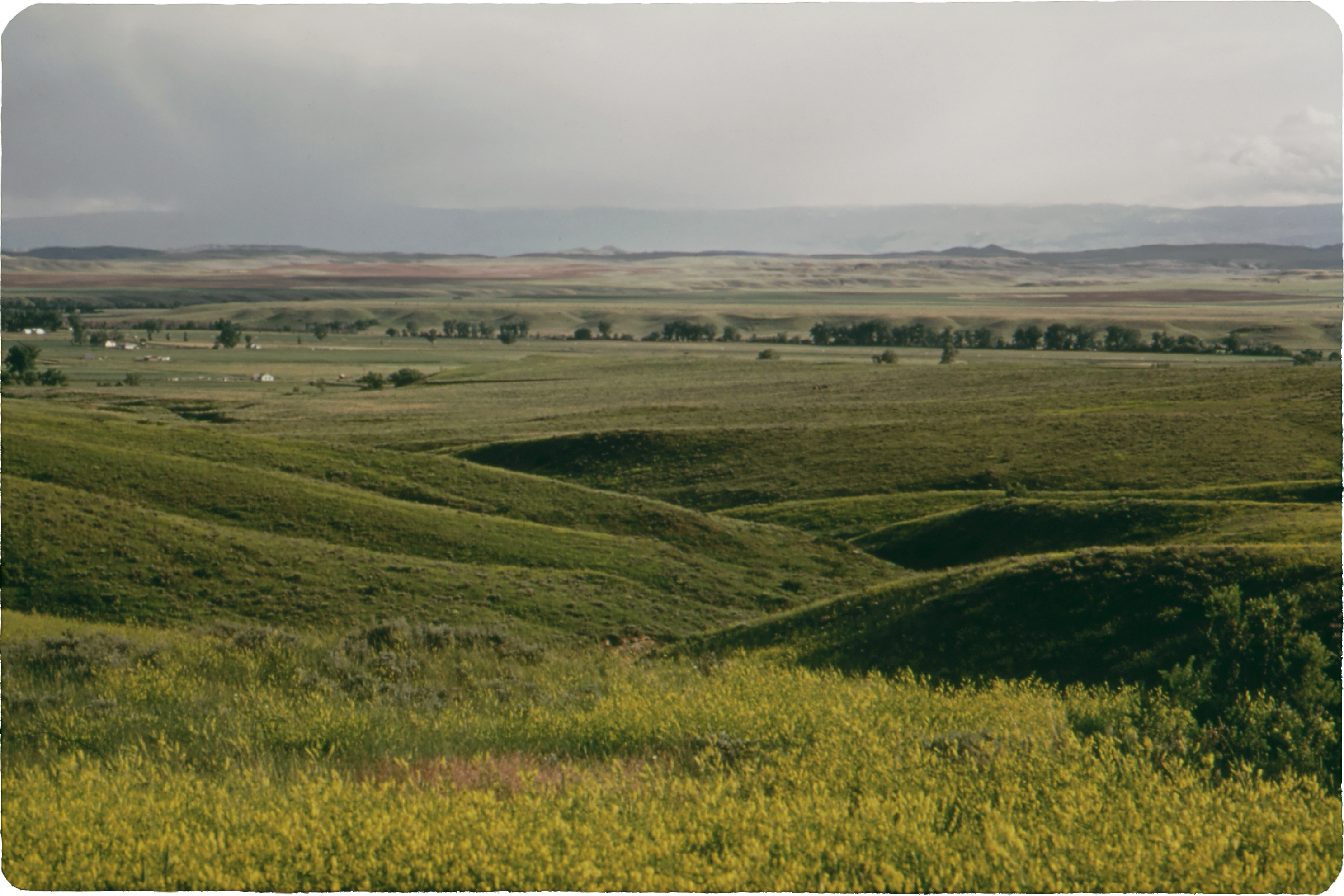
Prärielandschaft beim Little Bighorn Battlefield National Monument, part of the Crow Indian Reservation, 1973

- Crow Agency
- Fort Smith (teilweise)
- Hardin (teilweise)
- Lodge Grass
- Pryor
- St. Xavier
- Wyola

## Belege
1. ↑  Crow Reservation. In: Geographic Names Information System. United States Geological Survey, United States Department of the Interior, abgerufen am 1. Mai 2016 (englisch).
2. ↑  Charles J. Kappler (Hrsg.): Indian Affairs: Laws and Treaties. Government Printing Office, Washington, DC 1904, Montana: Crow Reserve (englisch, digital.library.okstate.edu (Memento des Originals vom 20. Mai 2013 im Internet Archive) [abgerufen am 3. April 2013]).
3. ↑  David J. Wishart (Hrsg.): Encyclopedia of the Great Plains. University of Nebraska Press, 2004, ISBN 0-8032-4787-7, Native Americans: Crows (englisch, unl.edu).

Koordinaten: 45° 23′ 8″ N, 107° 44′ 48″ W